# Soozie Tyrell

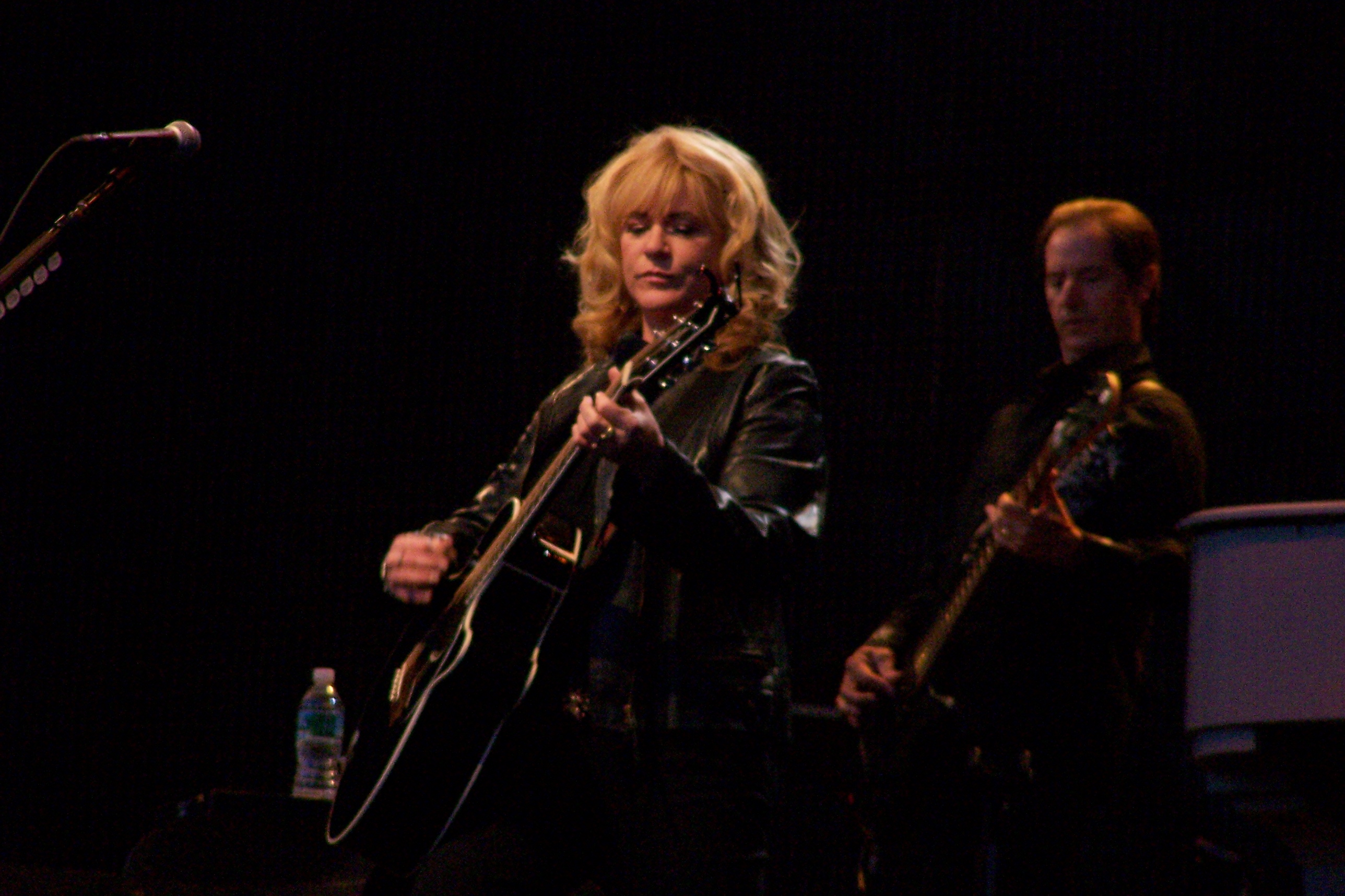
Soozie Tyrell (2009); im Hintergrund Garry Tallent

Soozie Tyrell (* 4. Mai 1957 in Pisa, Italien; früher bekannt als Soozie Kirschner) ist eine US-amerikanische Geigerin, Gitarristin, Sängerin und Komponistin. Sie wurde vor allem bekannt durch ihre langjährige Zusammenarbeit mit dem Rockmusiker Bruce Springsteen und dessen E Street Band.

## Frühe Jahre
Soozie Tyrell wuchs als Tochter eines Angehörigen der U.S. Army zunächst in Italien und Taiwan auf. In Taipeh lernte sie im Alter von sieben Jahren Klavier spielen. Mit zehn Jahren nahm sie Geigen- und Gitarrenunterricht in Fort Devens, Massachusetts. Die Familie ließ sich schließlich in Florida nieder, wo Tyrell Musik an der University of South Florida studierte und anschließend nach New York City umzog, wo sie viele Jahre als Straßenmusikerin tätig war. Gemeinsam mit Springsteens späterer Ehefrau, der Musikerin Patti Scialfa, und der Sängerin Lisa Lowell, der sie später im Rahmen der Zusammenarbeit mit Springsteen noch häufig begegnete (unter anderem 2006 in der Seeger-Sessions-Band), gründete sie die Band Trickster.

## Zusammenarbeit mit Bruce Springsteen
Tyrell erschien zum ersten Mal 1992 auf Springsteens Album Lucky Town und leistete viele Beiträge auf den folgenden Veröffentlichungen und Tourneen. 2002 wurde ihr Violin-Spiel ein wichtiger Teil des Sounds von Springsteens Album The Rising und seitdem begleitet sie die E Street Band als Backgroundsängerin, Gitarristin und Geigerin auf allen Tourneen, ohne jedoch offizielles Mitglied der Band zu sein. Sie wurde auch zu einem Schlüssel-Mitglied von Springsteens Seeger-Sessions-Projekt in den Jahren 2005/2006, da sie die Folk-Musiker zu einem Fest in Springsteens Haus mitbrachte, wo die Idee von gemeinsamen Aufnahmen entstand. In drei eintägigen Aufnahme-Sessions wurden in Springsteens Wohnzimmer in Colt’s Neck alte amerikanische Traditionals live und mit akustischen Instrumenten von den 16 Musikern eingespielt und 2006 als CD und DVD We Shall Overcome: The Seeger Sessions veröffentlicht. Die gleiche Band ging anschließend auf eine ausgedehnte und sehr erfolgreiche Welt-Tournee.

## Solo-Album
2003 wurde Tyrells von Fans und Presse gleichermaßen gefeiertes Album White Lines veröffentlicht, auf dem sie nicht nur alle Songs schrieb und Geige spielte, sondern auch als Leadsängerin, Gitarristin und Pianistin in Erscheinung trat. Auch Bruce Springsteen, Patti Scialfa und Mitglieder von Bob Dylans Band wirkten auf dem Album mit. Das Album liegt stilistisch im Bereich Folk / Country / Singer-Songwriter.

## Projekte und Auftritte
- Tyrell wirkte 1980 auf dem Album Love is a sacrifice von Southside Johnny & the Asbury Jukes mit.
- Sie gründete ihre eigene Country-and-Western-Band Soozie & High in the Saddle.
- Ab Mitte der 1980er Jahre arbeitete sie 15 Jahre lang mit David Johansen (bzw. Buster Poindexter, Johansens Pseudonym) und spielte mit ihm diverse Tourneen, im Musical Poet's Café und auf sechs Alben, u. a. auf dem Grammy-nominierten Found True Love.
- Shawn Colvin, Background-Sängerin in Tyrells früherer Band, lud Tyrell ein auf ihrem später mit dem Grammy ausgezeichneten Album „Steady On“ zu spielen.
- Weitere Alben und Auftritte u. a. mit Sheryl Crow, Train, Elvis Costello, Patti Scialfa, Carole King und Judy Collins.

### Fernsehauftritte
Late Night with Conan O’Brien; Saturday Night Live 1987 & 1988; The Tonight Show; The Today Show; The Smothers Brothers; Late Show with David Letterman; Jim Henson’s Muppet Hour; Showtime: Special-Live From the Roxy.

## Diskografie
Solo-Alben
- 2003 – White Lines

mit Bruce Springsteen
- 1992 – Lucky Town
- 1995 – The Ghost of Tom Joad (Grammy-ausgezeichnet)
- 2002 – The Rising (Grammy-ausgezeichnet)
- 2005 – Devils & Dust (Grammy-ausgezeichnet)
- 2006 – We Shall Overcome: The Seeger Sessions (Grammy-ausgezeichnet)
- 2007 – Magic